# Охотимська Наталя Миколаївна
Охотимська Наталя Миколаївна (* 4 квітня 1949, м. Адрасман, Таджицька Радянська Соціалістична Республіка, СРСР) — український художник-мультиплікатор.

## Біографія
Закінчила Київський поліграфічний інститут (1972). 
Працює на студії «Укранімафільм». 
Член Національної Спілки кінематографістів України.

## Фільмографія
- «Найсправжнісінька пригода» (1990)
- «Полювання» (1992, у співавт.)
- «Казки вулиці Брока»/ Les contes de la rue Broca  (1995, 13 с.)
- «Команда ДІД» (1996, 3 с. — «Викрадення століття»)
- «Archibald the Koala» (1998)
- «64 Zoo Lane» (2000—2003)
- «Калейдоскоп» (2006) та ін.